# 暗夜比鄰星
暗夜比鄰星（英語：Proxima Midnight），是漫威漫畫中的虛構超級反派角色，由喬納森·希克曼所創作。暗夜比鄰星首次於《新復仇者 Vol.3》#8中登場。暗夜比鄰星是為薩諾斯工作的外星人團隊闇黑號令的重要成員之一。

## 人物
暗夜比鄰星是闇黑號令的成員之一。因為優秀的戰鬥技能而被薩諾斯選擇。比鄰星亦是同隊成員亡刃的妻子。她被派往地球取回在納摩手中的無限寶石，但卻碰見了新復仇者。與光譜和盧克·凱奇戰鬥後，發現自己勢均力敵。由於納摩實際上沒擁有無限寶石，令薩諾斯非常不滿，自己也感到羞辱。為了換回信任，暗夜比鄰星與闇黑號令其他成員在納摩的指導下前往瓦干達尋找寶石下落，但在烏木喉得知薩諾斯兒子薩尼（Thane）的位置時分心了，暗夜比鄰星和薩諾斯被薩尼封印在一個琥珀中，後被納摩釋放了。
後來暗夜比鄰星遇到了薩諾斯和穿著斗篷的神秘人物，隨後發現是海拉，並與她合作取回雷神之鎚。索爾、貝塔·雷·比爾、收藏者和其他人物戰鬥，戰敗後暗夜比鄰星和海拉被迫空手而歸。為了證明自己的價值，海拉在薩諾斯面前殺死了暗夜比鄰星，給她最後的屈辱。在闇黑號令重組時，暗夜比鄰星從死裡復活。

## 能力
暗夜比鄰星擁有超人的力量、速度、耐久力和刀槍不入的身體。她的長矛是由薩諾斯創造的。長矛的威力基於擲出的力度和使用者的身份，成為對任何人都致命的多重特性武器。曾經令生氣的浩克變回布魯斯·班納。

## 其他媒體

### 電影
- 漫威電影宇宙：由美國女演員凱莉·庫恩飾演暗夜比鄰星。
  - 《復仇者聯盟3：無限之戰》（2018年）
  - 《復仇者聯盟4：終局之戰》[1]（2019年）

### 電視
- 《復仇者聯盟：正義出擊（英语：Avengers Assemble (TV series)）》：由凱莉·華格倫（英语：Kari Wahlgren）配音。
- 《銀河守護隊（英语：Guardians of the Galaxy (TV series)）》：由凱莉·華格倫配音。
- 漫威電影宇宙：由凱莉·庫恩回歸飾演暗夜比鄰星。
  - 《無限可能：假如…？》第一季（2021年）[2]：動畫劇集，配音演出。

### 遊戲
- 《Marvel：復仇者聯盟（英语：Marvel: Avengers Alliance）》
- 《漫威：未來之戰》：手機遊戲，暗夜比鄰星（暗夜無星）是玩家可使用角色之一[3]。
- 《漫威超級戰爭》

## 外部連結
- Proxima Midnight （页面存档备份，存于） 漫畫書數據庫
- Proxima Midnight （页面存档备份，存于） 超級英雄數據庫
- Proxima Midnight （页面存档备份，存于） 漫威維基百科